# 桂枝香
桂枝香，词牌名。亦称《疏帘淡月》。双调一百零一字，前后阕各五仄韵，押入声韵。一韵到底。

## 词牌格式
平平仄仄。仄仄仄平平（上一下四），仄平平仄。仄仄平平仄仄，仄平平仄。平平仄仄平平仄，仄平平、仄平平仄。仄平平仄，仄平平仄，仄平平仄。
仄仄仄平平仄仄（上三下四）。仄仄仄平平（上一下四），仄平平仄。仄仄平平仄仄，仄平平仄。平平仄仄平平仄，仄平平、仄平平仄。仄平平仄，仄平平仄，仄平平仄。

## 例词
王安石 金陵懷古
登臨送目，正故國晚秋，天氣初肅。千里澄江似練，翠峰如簇。歸帆去棹殘陽裡，背西風，酒旗斜矗。彩舟雲淡，星河鷺起，畫圖難足。
念往昔、繁華競逐，嘆門外樓頭，悲恨相續。千古憑高對此，謾嗟榮辱。六朝舊事隨流水，但寒煙、芳草凝綠。至今商女，時時猶唱，《後庭》遺曲。